# Tivolirevyen
Tivolirevyen er en revy, der opføres hvert år i Glassalen i Tivoli.  
Revyen kaldes i disse år "Tam Tam" og er et samarbejde mellem Tivoli og The One and Only Company, Joy-Maria Frederiksen er instruktør på revyen. 
Tivoli har en lang revytradition. Første gang, der blev spillet revy i Haven stod kalenderen på år 1884 og gik under navnet Sommerrevyen. Siden har navne som Carl Alstrup, Dirch Passer, Jørgen Ryg, Ulf Pilgaard, Lisbet Dahl, Trine Dyrholm, Preben Kristensen og andre af tidens store skuespillere sat deres humoristiske fingeraftryk på revyerne.

## Historie

### 1941: En buket kvinder
Medvirkende: Illona Wieselmann, Karen Lykkehus, Asta Hansen, Ella Heiberg, Ettie Heide og Lis Smed

### 1945: Tivolirevyen
Medvirkende: Aase Werrild, Astrid Villaume, Erika Voigt, Christian Arhoff, Svend Asmussen, Ulrik Neumann, Gerda Neumann, Erik Frederiksen, Elvi Henriksen, Sigrid Horne Rasmussen, Aksel Schiøtz og Tove Reinau.

### 1946: Tivolirevyen
Medvirkende: Hans Kurt, Lily Broberg, Else-Marie Juul Hansen, Svend Bille m.fl.

### 1947: Tivolirevyen
Medvirkende: Liva Weel, Ib Schønberg, Ludvig Brandstrup m.fl. Gæsteoptrædener af: Osvald Helmuth, Hans Kurt, Else-Marie Juul Hansen og Helmuth Larsen

### 1949: Festfyrværkeri
Medvirkende: Bodil Steen, Svend Asmussen, Ulrik Neumann, Preben Mahrt, Stig Lommer m.fl.

### 1951: Karrusellen
Medvirkende: Dirch Passer, Ove Sprogøe, Birgitte Reimer, Preben Mahrt, Sigrid Horne Rasmussen, Svend Asmussen, Ulrik Neumann m.fl.

### 1954: Nat-Revy anno 1904
Medvirkende: Dirch Passer, Kjeld Petersen, Osvald Helmuth, Bodil Udsen, Sigrid Horne Rasmussen, Hans Kurt, Birgitte Reimer, Preben Neergaard, Lise Ringheim og Stig Lommer

### 1957: Tivolirevyen
Medvirkende: Osvald Helmuth, Bodil Udsen, Max Hansen Sen., Holger Juul Hansen, Inge Ketti, Birthe Wilke, Christa Rasmussen Buckhøj m.fl.

### 1958: Den nyeste i byen
Medvirkende: Osvald Helmuth, Helge Kjærulff-Schmidt, Bodil Udsen, Clara Østø, Judy Gringer m.fl. Derudover optrådte Four Jacks aka. John Mogensen, Otto Brandenburg, Bent Werther og Poul Rudi sammen ved denne revy.

### 1973: Tivolirevyen
Medvirkende: Poul Reichhardt, Helle Virkner, Ulf Pilgaard, Per Pallesen, Malene Schwartz og Kirsten Peüliche. I første del af sæsonen medvirkende også: Axel Strøbye og Lone Hertz.

### 1974: Tivolirevyen
Medvirkende: Ulf Pilgaard, Per Pallesen, Axel Strøbye, Preben Neergaard, Kirsten Peüliche, Anne Birgit Garde m.fl.

### 1975: Kvindernes oprør
Medvirkende: Ulf Pilgaard, Claus Ryskjær, Malene Schwartz, Sonja Oppenhagen, Daimi Gentle, Susanne Breuning m.fl.

### 1976: Tivolirevyen
Medvirkende: Ulf Pilgaard, Claus Ryskjær, Kirsten Walther, Daimi Gentle m.fl.

### 1977: Tivolirevyen
Medvirkende: Ulf Pilgaard, Claus Ryskjær, Jørgen Ryg, Elin Reimer, Sonja Oppenhagen m.fl.

### 1978: Tivolirevyen
Medvirkende: Dirch Passer, Jørgen Ryg, Bendt Reiner, Poul-Kristian Jensen, Finn Nielsen m.fl.

### 1979: Tivolirevyen
Medvirkende: Dirch Passer, Marguerite Viby, Claus Ryskjær, Susse Wold, Ulla Jessen og Ole Søltoft

### 1980: Tivolirevyen
Medvirkende: Dirch Passer, Ulf Pilgaard, Lily Broberg, Sonja Oppenhagen og Jørgen Ryg

### 1981: Tivolirevyen - Mor Danmark
Medvirkende: Ulf Pilgaard, Claus Ryskjær, Lisbet Dahl, Berrit Kvorning, Kirsten Norholt og Jørgen Ryg (Var kun med i et enkelt nummer som sig selv)

### 1982: Tivolirevyen
Medvirkende: Ulf Pilgaard, Claus Ryskjær, Lisbet Dahl, Ole Thestrup og Kirsten Norholt

### 1983: Tivolirevyen - Danmark i farver
Medvirkende: Ulf Pilgaard, Claus Ryskjær, Lisbet Dahl, Susanne Breuning og Christoffer Bro

### 1984: Tivolirevyen
Medvirkende: Ulf Pilgaard, Claus Ryskjær, Lisbet Dahl, Preben Kristensen og Kirsten Norholt

### 1985: Tivolirevyen - Mor Danmark 85
Medvirkende: Ulf Pilgaard, Thomas Eje, Søs Egelind, Finn Nielsen, Kirsten Norholt, Lise-Lotte Norup, Bendt Reiner og Poul-Kristian Jensen

### 1986: Tivolirevyen - Sild er godt
Medvirkende: Tommy Kenter, Søs Egelind, Søren Østergaard, Kurt Ravn og Malene Schwartz

### 1987: 6 piger i tivoli
Medvirkende: Ellen Winther Lembourn, Ulla Jessen, Nellie Crump, Christina Krøll, Grethe Søndergaard og Lone Helmer

### 1988: Tivolirevyen
Medvirkende: Ove Sprogøe, Flemming Jensen, Søren Østergaard, Sonja Oppenhagen, Holger Juul Hansen, Birgitte Raaberg og Ulla Henningsen

### 1989:Linie 3´s 10 års jubilæumsshow
Medvirkende: Preben Kristensen, Anders Bircow og Thomas Eje

### 1990: Tivolirevyen
Medvirkende: Ove Sprogø, Flemming Jensen, Søren Østergaard, Ulla Henningsen og Karen-Lise Mynster

### 1992:Linie 3: Hvor er de to andre?
Medvirkende: Preben Kristensen, Anders Bircow og Thomas Eje

### 1993: Tivolirevyen - "En Yndig Aften"
Medvirkende: Ove Sprogøe, Buster Larsen, Susse Wold, Elin Reimer, Tom Jensen, Ina-Miriam Rosenbaum m.fl.

### 1996: Tivolishow 96
Medvirkende: Preben Kristensen, Per Pallesen, Kurt Ravn og Ann-Mari Max Hansen

### 1998: Tivolirevyen
Medvirkende: Lisbet Dahl, Claus Ryskjær, Thomas Mørk, Ditte Gråbøl og Tom Jensen

### 1999: Tivolirevyen
Medvirkende: Birgitte Raaberg, Bolette Schrøder, Ole Thestrup, Kristian Halken, Steen Stig Lommer

### 2000: Tivolishow 2000
Medvirkende: Preben Kristensen, Per Pallesen, Kurt Ravn og Sanne Salomonsen

### 2003:Dr. Dante´s Tivolirevy
Medvirkende: Anders Matthesen, Trine Dyrholm, Lotte Andersen, Nicolas Bro, Thomas Bo Larsen og Jimmy Jørgensen

### 2014: Tam Tam iGlassalen
Medvirkende: Bodil Jørgensen (senere dubleret af Paprika Steen), Niels Olsen, Søs Egelind, Pelle Emil Hebsgaard, Christiane Schaumburg-Müller, Alexandre Willaume-Jantzen, Szhirley og Rikke Hvidbjerg
- - Instruktør: Joy-Maria Frederiksen
  - Kapelmester: Joakim Pedersen
  - Scenograf: Rikke Juellund
  - Koreograf: Birgitte Næss-Schmidt
  - Kostumier: Rikke Juellund

| 1. Akt              | 1. Akt                  | 1. Akt                                    |                     | 2. Akt                           | 2. Akt                                                       | 2. Akt                       |
| Nummer              | Tekst                   | Musik                                     | Nummer              | Tekst                            | Musik                                                        |                              |
| ------------------- | ----------------------- | ----------------------------------------- | ------------------- | -------------------------------- | ------------------------------------------------------------ | ---------------------------- |
| Noget nyt           | Niels Olsen             |                                           | En lille hilsen     | Niels Olsen                      | Niels Olsen                                                  |                              |
| Tam Tam             | Niels Olsen             | Niels Olsen / Joakim Pedersen             | Brændeknippe        | Niels Olsen                      | Niels Olsen                                                  |                              |
| Velkommen           | Niels Olsen             |                                           | Den eneste ene      | Niels Olsen                      |                                                              |                              |
| Generationskløft    | Søren Anker Madsen      |                                           | Allan i verden      | Jesper Winge Leisner             | Jesper Winge Leisner                                         |                              |
| Nytænkning 1        | Jacob Weble             |                                           | Hurtig alarm        | Jacob Weble                      | Jacob Weble                                                  |                              |
| Jeg elsker dig Nina | Søs Egelind             | Jesper Winge Leisner                      | Rockman 2           | Idé: Alexandre Willaume          |                                                              |                              |
| 2 panodiler         | Niels Olsen             |                                           | Nytænkning 3        | Jacob Weble                      |                                                              |                              |
| Sweden 12 points    | Søs Egelind             | Olle Adolphson                            | Den perfekte kvinde | Niels Olsen                      | Johnny S. Black                                              |                              |
| J and the juice     | Kristian Ibler          |                                           | Tak for kaffe       | Lisbeth Wulff / Søs Egelind      |                                                              |                              |
| Funky               | Niels Olsen             | Joakim Pedersen                           | Usynlig             | Niels Olsen                      | Jesper Winge Leisner                                         |                              |
| Ny tænkning 2       | Jacob Weble             |                                           | Rockman 3           | Idé: Alexandre Willaume          |                                                              |                              |
| Beklageligt         | Jacob Morild            |                                           |                     | Torturkammeret                   | Mikkel Rask / Michael Schøt / Morten Wichmann / Rasmus Olsen |                              |
| G og K              | Niels Olsen             | Herbert Steen / Karl Gerhard / Dix Dennie |                     | Der er en første gang for alting | Jesper Winge Leisner                                         | Jesper Winge Leisner         |
| Rockman 1           | Idé: Alexandre Willaume |                                           |                     | Tam Tam                          | Niels Olsen                                                  | Niels Olsen/ Joakim Pedersen |
| Hurra               | Niels Olsen             | Niels Olsen/ Joakim Pedersen              |                     |                                  |                                                              |                              |

### 2015: Tam Tam iGlassalen
Medvirkende: Bodil Jørgensen, Ole Thestrup, Ditte Gråbøl, Thomas Mørk, Pelle Emil Hebsgaard, Lene Maria Christensen, Szhirley og Rikke Hvidbjerg
- - Instruktør: Joy-Maria Frederiksen
  - Kapelmester: Joakim Pedersen
  - Scenograf: Marianne Nilsson og Rikke Juellund
  - Koreograf: Birgitte Næss-Schmidt
  - Kostumier: Grith Deleuran

| 1. Akt              | 1. Akt                                | 1. Akt      |                             | 2. Akt                                | 2. Akt                                                     | 2. Akt               |
| Nummer              | Tekst                                 | Musik       | Nummer                      | Tekst                                 | Musik                                                      |                      |
| ------------------- | ------------------------------------- | ----------- | --------------------------- | ------------------------------------- | ---------------------------------------------------------- | -------------------- |
| Go' aften           | Niels Olsen                           |             | The only way is up          | Jesper Winge Leisner                  | Jesper Winge Leisner                                       |                      |
| Tid til Tam Tam     | Niels Olsen                           | Niels Olsen | Det er det der, fra den der | Søren Anker Madsen                    |                                                            |                      |
| Ta' den!            | Niels Olsen                           |             | Mågen                       | Rasmus Søndergaard                    |                                                            |                      |
| Simple Travel       | Jan Svarrer og Vase & Fuglsang        |             | Nytænkning 3                | Jacob Weble                           |                                                            |                      |
| Lorten på bordet    | Jacob Weble                           |             | Stop verden                 | Jesper Winge Leisner                  | Jesper Winge Leisner                                       |                      |
| Nytænkning 1        | Jacob Weble                           |             | Afbrydelser                 | Jan Svarrer                           |                                                            |                      |
| Chardonnay          | Niels Olsen                           | Niels Olsen | Statsbesøg                  | Vase & Fuglsang                       |                                                            |                      |
| Har du hummus       | Jan Svarrer                           |             | Udkantsdanmark              | Jesper Winge Leisner og Niels Olsen   | Jesper Winge Leisner                                       |                      |
| Omvendt hygiejne    | Rasmus Søndergaard                    |             | I en zoo                    | Kasper Le Fevre og Rasmus Søndergaard |                                                            |                      |
| Traktor             | Niels Olsen                           | Niels Olsen | De grå hjelme               | Ann Mariager                          | John Davenport, Eddie J. Cooley og Werner / Chappell Music |                      |
| Et klart alternativ | Vase & Fuglsang                       |             | Den lille spurv             | Niels Olsen                           | Niels Olsen                                                |                      |
| Ambitioner          | Kasper Le Fevre og Rasmus Søndergaard |             |                             | Prinsens perfekte plan                | Idé: Jesper Winge Leisner, Tekst: Niels Olsen              |                      |
| Nytænkning 2        | Jacob Weble                           |             |                             | Det var en kold vinter                | Jesper Winge Leisner                                       | Jesper Winge Leisner |
| Drømmen             | Niels Olsen                           | Niels Olsen |                             | Tam Tam                               | Niels Olsen                                                | Niels Olsen          |

### 2016: Tam Tam iGlassalen
Medvirkende: Bodil Jørgensen, Niels Olsen, Henrik Koefoed, Sofie Stougaard, Mads Knarreborg, Nadia Nouamani og Rikke Hvidbjerg
- - Instruktør: Joy-Maria Frederiksen
  - Kapelmester: Joakim Pedersen og Fini Høstrup
  - Scenograf: Marianne Nilsson og Rikke Juellund
  - Koreograf: Birgitte Næss-Schmidt
  - Kostumier: Grith Deleuran

| 1. Akt                   | 1. Akt                         | 1. Akt               |                            | 2. Akt                                | 2. Akt                         | 2. Akt      |
| Nummer                   | Tekst                          | Musik                | Nummer                     | Tekst                                 | Musik                          |             |
| ------------------------ | ------------------------------ | -------------------- | -------------------------- | ------------------------------------- | ------------------------------ | ----------- |
| Et godt råd/For sent     | Niels Olsen                    | Niels Olsen          | Kul på                     | Carl-Erik Sørensen                    | Jesper Winge Leisner           |             |
| Tradition                | Niels Olsen                    |                      | KTD                        | Niels Olsen                           | Niels Olsen                    |             |
| En dag i banken          | Niels Olsen                    |                      | Den sørgmodige hanekylling | Niels Olsen                           | Niels Olsen                    |             |
| Halløj der               | Niels Olsen                    | Niels Olsen          | Marienborg                 | Carl-Erik Sørensen                    | Jesper Winge Leisner           |             |
| Klar snak                | Søren Anker Madsen             |                      | To nye og en gammel        | Niels Olsen                           |                                |             |
| Tidligere bedste venner  | Jacob Weble                    |                      | Hvad skal vi kalde den 3   | Jacob Weble                           |                                |             |
| Hvad skal vi kalde den 1 | Jacob Weble                    |                      | Skinke lingo               | Rasmus Søndergaard og Kasper Le Fevre |                                |             |
| Postkort fra Cayx        | Vase & Fuglsang                | Jesper Winge Leisner | Hello, Denmark             | Vase & Fuglsang                       | Niels Olsen og Joakim Pedersen |             |
| Fingertut                | Thyge Juhl Jensen              |                      | Local sisters              | Sofie Stougaard og Niels Olsen        | Niels Olsen                    |             |
| Diagnoser                | Vase & Fuglsang                |                      | Gipsy lovers               | Niels Olsen                           | Niels Olsen                    |             |
| Kysset                   | Niels Olsen                    | Sven Gyldmark        | Mangfoldighed              | Jacob Morild                          |                                |             |
| Airbnb                   | Kasper Gattrup                 |                      |                            | Fri/Tam Tam                           | Niels Olsen                    | Niels Olsen |
| Hvad skal vi kalde den 2 | Jacob Weble                    |                      |                            |                                       |                                |             |
| Nationen                 | Ditte Hansen og Louise Mieritz | Jesper Winge Leisner |                            |                                       |                                |             |

### 2023: Tivolirevyen
Medvirkende: Lisbet Dahl, Andreas Bo, Carsten Svendsen, Linda P og Nicolai Jørgensen
- - Instruktion: Lisbet Dahl
  - Kapelmester: James Price
  - Scenograf: Rikke Juellund
  - Koreograf: Peter Friis
  - Kostumier: Pia Myrdal
  - Designer af åbning- og finalekostumer: Søren le Schmidt

| 1. Akt                 | 1. Akt                                             | 1. Akt             |                           | 2. Akt                                                  | 2. Akt      | 2. Akt |
| Nummer                 | Tekst                                              | Musik              | Nummer                    | Tekst                                                   | Musik       |        |
| ---------------------- | -------------------------------------------------- | ------------------ | ------------------------- | ------------------------------------------------------- | ----------- | ------ |
| Det' mit Tivoli        | Adam Price                                         | James Price        | Det lykkeligste land      | Carsten Svendsen                                        |             |        |
| Familieterapeuten      | Vase & Fuglsang                                    |                    | Hyldest                   | Linda P                                                 | Linda P     |        |
| Hvorfor?               | Adam Price                                         | James Price        | Yousee                    | Lukas Birch                                             |             |        |
| Verdensstjernen        | Idé: Lisbet Dahl Tekst: Lisbet Dahl og Leif Maibom |                    | Irma                      | Vase & Fuglsang                                         | James Price |        |
| Når enden er god       | Leif Maibom                                        | James Price        | Bollecoach                | Idé: Linda P Tekst: Lars Bisgaard og Rasmus Søndergaard |             |        |
| Skatbot                | Carsten Colling                                    |                    | Sidste desperate mulighed | Søren Anker Madsen                                      |             |        |
| Ro på                  | Carl-Erik Sørensen                                 | James Price        | Løkke træf                | Carl-Erik Sørensen                                      | James Price |        |
| Krænket på loppemarked | Stine Winther Johansen og Nicolai Jørgensen        |                    | 180 år                    | Vase & Fuglsang                                         | Diverse     |        |
| Mit lille comeback     | Carl-Erik Sørensen                                 | Carl-Erik Sørensen | Bliv ved                  | Adam Price                                              | James Price |        |

### 2024: Tivolirevyen
Medvirkende: Lisbet Dahl, Thomas Eje, Rikke Bilde, Mikkel Becker Hilgart og Rikke Buch Bendtsen
- - Instruktion: Lisbet Dahl
  - Kapelmester: James Price
  - Assisterende instruktør: Martin Miehe-Renard
  - Scenograf: Kirsten Brink
  - Koreograf: Peter Friis og Mette Berggreen
  - Kostumier: Pia Myrdal

| 1. Akt                                   | 1. Akt                                  | 1. Akt                  |                      | 2. Akt               | 2. Akt              | 2. Akt      |
| Nummer                                   | Tekst                                   | Musik                   | Nummer               | Tekst                | Musik               |             |
| ---------------------------------------- | --------------------------------------- | ----------------------- | -------------------- | -------------------- | ------------------- | ----------- |
| Nu hvor I alligevel er her               | Adam Price                              | James Price             | Linie 5              | Diverse              | Diverse             |             |
| Nyt på plakaten                          | Mikkel Becker Hilgart / Magnus Haugaard |                         | En korrekt vurdering | Emilie Nordentoft    |                     |             |
| Barbie 2024                              | Gunvor Reynberg                         | James Price             | Du og jeg            | Leif Maibom          | James Price         |             |
| Vildt tæt på                             | Jonas Stimose                           |                         | Alder er bare et tal | Leif Maibom          |                     |             |
| Hæren M/K                                | Martin Miehe-Renard                     | James Price             | For en ordens skyld  | Leif Maibom          | James Price         |             |
| Revyballetten                            | Thomas Eje                              | Thomas Eje / Neal Hefti | Hele Danmarks Daddy  | Mikkel Birger        | Emil Wilhelmsen     |             |
| Et stort problem                         | James Price                             |                         | Afbud                | Esben Thaysen Nissen |                     |             |
| Det er bedre at have en at stå og mangle | Adam Price                              | James Price             | Royal Reel           | Bo Skødeberg         |                     |             |
| Agron                                    | Vase & Fuglsang                         |                         | En lille hilsen      | Carl-Erik Sørensen   |                     |             |
| Immigrant nr. 1                          | Thomas Eje / Martin Miehe-Renard        |                         | Lunt i svinget       | Carl-Erik Sørensen   | James Price         |             |
| To skæbner                               | Gunvor Reynberg                         | Morten Wedendahl        | Badehotellet         | Rasmus Krogsgaard    | James Price         |             |
| En helt almindelig pige                  | Carl-Erik Sørensen                      | James Price             |                      | Sådan en aften       | Martin Miehe-Renard | James Price |